# 库泽伊·通切尔利
库泽伊·通切尔利（土耳其語：Kuzey Tunçelli，2007年8月30日—），土耳其男子游泳运动员，2023年世界青年锦标赛男子800米自由泳和男子1500米自由泳金牌得主、2024年欧洲锦标赛男子1500米自由泳金牌得主、2024年世界短池锦标赛男子1500米自由泳铜牌得主。